# Vega de Valdetronco
Vega de Valdetronco is een gemeente in de Spaanse provincie Valladolid in de regio Castilië en León met een oppervlakte van 17,50 km². Vega de Valdetronco telt 115 inwoners (1 januari 2016).

## Demografische ontwikkeling
Bron: INE, 1857-2011: volkstellingen